# Розенблюм, Александр Самойлович
Александр Самойлович Розенблюм (1826 — 2 (15) января 1903, Одесса) — русский психиатр, разработавший инфекционно-лихорадочные способы терапии психозов.

## Биография
Учился в Киевском университете, на медицинском факультете, который окончил в 1849 году. В 1859—1863 годах руководил гидропатическим заведением на курорте Клейн-Либенталь под Одессой. В 1863—1886 годах возглавлял психиатрическое отделение Одесской городской больницы. 
В 1874—1875 годах с целью терапии привил возвратный тиф двенадцати душевнобольным, показав положительные результаты, на основании которых разработал инфекционно-лихорадочную методику лечения психотических расстройств. Расширенное описание результатов инфекционно-лихорадочного способа лечения психозов А. С. Розенблюмом с приложением историй болезни 22 больных (из которых 8 показали значительное улучшение) было опубликовано в 1877 году инфекционистом Б. А. Оксом в «Archiv für Psychiatrie und Nervenkrankheiten». Эта малоизвестная публикация впоследствии цитировалась Юлиусом Вагнером-Яуреггом в его трудах по лихорадочной терапии прогрессивного паралича (1935).
А.С. Розенблюм скончался от общего артериосклероза и миокардита 2(15) января 1903 года. Был похоронен на Втором еврейское кладбище (Одесса)

## Сочинения
- Розенблюм А.С. Об отношении лихорадочных болезней к психозам (1876, Одесса, Слав. тип. М.Я. Городецкого)
- К учению о малярийных психозах (1881)